# 잠원중학교
잠원중학교(蠶園中學校)는 대한민국 경기도 수원시 영통구 망포동에 있는 공립 중학교이다.

## 학교 연혁
- 2006년 6월 21일 : 잠원중학교 교사 신축공사 완료
- 2007년 1월 8일 : 잠원중학교 36학급 설립인가
- 2007년 3월 1일 : 초대 김태진 교장 취임
- 2007년 3월 2일 : 제1회 신입생 입학(6학급 241명)
- 2007년 5월 28일 : 잠원중학교 개교기념식
- 2008년 10월 29일 : 학교도서관 '느티나무' 개관
- 2009년 10월 21일 : 제1회 잠원중학교 축제 '잠원제' (격년제)
- 2010년 2월 11일 : 제1회 졸업장 수여식(223명)
- 2013년 3월 1일 : 교과교실제 운영학교(수학·과학·영어 교과중점형) 지정
- 2014년 5월 12일 : 학교숲 조성공사 완료
- 2015년 2월 17일 : 혁신공감학교 지정(영어독서교육으뜸학교)
- 2018년 3월 1일 : 혁신공감 선도학교 지정 운영
- 2022년 3월 1일 : 제5대 이종석 교장 취임
- 2022년 5월 30일 : 잠원중 가온관(체육관) 준공
- 2024년 1월 5일 : 제15회 졸업장 수여식(359명, 졸업생 누계 4,057명)
- 2024년 3월 4일 : 제18회 신입생 입학(12학급 401명)

## 참고 자료
- 잠원중학교 - 한국교육학술정보원 학교알리미